# Campeonato Paraguaio de Futebol de 2008 - Apertura
O Campeonato Paraguaio de Futebol de 2008 "Apertura" foi o nonagésimo oitavo torneio desta competição. Participaram onze equipes. O Sportivo Trinidense foi rebaixado. Foi a primeira vez em que os dois turnos (Apertura e Clausura) seriam desmembrados. Na prática, existem dois campeões paraguaios por ano: o do torneio de apertura e o do torneio de clausura, abolindo a final entre estes dois participantes. .O campeão representaria o Paraguai na Copa Libertadores da América de 2009. As outras duas vagas seriam para o campeão do clausura e o primeiro melhor finalista na tabela geral. Para a Copa Sul-Americana de 2009, o melhor clube na tabela de pontuação total (que inclui o Apertura e o Clausura somados) e o quarto colocado.
| Equipe                      | Cidade               | Departamento     | No ano anterior                                                      | Estádio                        | Capacidade | Títulos                                                 | Participações |
| --------------------------- | -------------------- | ---------------- | -------------------------------------------------------------------- | ------------------------------ | ---------- | ------------------------------------------------------- | ------------- |
| Club Cerro Porteño          | Assunção             | Distrito Capital | Lugar                                                                | Estádio General Pablo Rojas    | 32.910     | 27 (último em 2005)                                     | 90            |
| Club Guaraní                | Assunção             | Distrito Capital | Lugar                                                                | Estádio Rogelio Livieres       | 6.000      | 9 (1906,1907, 1921, 1923, 1949, 1964, 1967, 1969, 1984) | 97            |
| Club Olimpia                | Assunção             | Distrito Capital | Lugar                                                                | Estádio Manuel Ferreira        | 15.000     | 38 (último em 2000)                                     | 98            |
| Club Sportivo Luqueño       | Luque                | Central          | Vice Campeão                                                         | Estádio Feliciano Cáceres      | 25.000     | 2 (1951,1953)                                           | 74            |
| 12 de Octubre Football Club | Itauguá              | Central          | Lugar                                                                | Estádio Juan Canuto Pettengill | 8.000      | 0 (não possui)                                          | 12            |
| Club Libertad               | Assunção             | Distrito Capital | Campeão                                                              | Estádio Dr. Nicolás Leoz       | 10.000     | 11 (último em 2007)                                     | 93            |
| Tacuary Football Club       | Assunção             | Distrito Capital | Lugar                                                                | Estádio Roberto Bettega        | 6.000      | 0 (não possui)                                          | 6             |
| Club Nacional               | Assunção             | Distrito Capital | Lugar                                                                | Estádio Arsenio Erico          | 4.000      | 6 (1909, 1911, 1924, 1926, 1942, 1946)                  | 91            |
| Club Atlético 3 de Febrero  | Ciudad del Este      | Alto Paraná      | Lugar                                                                | Estádio Antonio Oddone Sarubbi | 28.000     | 0 (não possui)                                          | 4             |
| Sol de América              | Villa Elisa          | Central          | Lugar                                                                | Estádio Luis Alfonso Giagni    | 5.000      | 2 (1986, 1991)                                          | 90            |
| Club Silvio Pettirossi      | Assunção             | Distrito Capital | Campeão do Campeonato Paraguaio de Futebol de 2007 - Segunda Divisão | Estádio Bernabé Pedrozo        | 4.200      | 0 (não possui)                                          | 2             |
| Club 2 de Mayo              | Pedro Juan Caballero | Amambay          | Lugar                                                                | Estádio Río Parapití           | 25.000     | 0 (não possui)                                          | 3             |

## Premiação
| Campeonato Paraguaio 2008 Primeira Divisão - Apertura |
| Assunção                                              |
| ----------------------------------------------------- |
| Club Libertad Campeão (12º título)                    |